# Papestra brenda
Papestra brenda là một loài bướm đêm trong họ Noctuidae.